# Anedjty
Anedjty (Andjet) fou el nom del nomós IX del Baix Egipte. La capital fou Djedu (Busiris, avui Abusir Bana). El nomós estava situat a la part central del Delta al nord d'Athribis (Hut Ta-Hery-ib) a l'esquerra del Nil.
Els déus principals eren Osiris i Andjety però a Busiris, inicialment centre del culte a Osiris i després també d'Isis, el temple principal era dedicat a Horus-Khentkhety. El nomós apareix ja a la dinastia XIX i continuà fins al temps dels romans. Probablement abans de la dinastia XIX era part del nomós de Theb-ka o Ka-iw (capital Tjebnutjer o Sebenitos).